# Libnotes (Goniodineura) forcipata
Libnotes (Goniodineura) forcipata is een tweevleugelige uit de familie steltmuggen (Limoniidae). De soort komt voor in het Oriëntaals gebied.